# USS Benfold (DDG-65)
USS Benfold (DDG-65) — п'ятнадцятий ескадрений міноносець КРО в першій серії Flight I типу «Арлі Берк». Збудований на корабельні Ingalls Shipbuilding, приписаний до морської станції Сан-Діего, штат Каліфорнія. Будівництво розпочато 27 вересня 1993 року. Спущений на воду 9 листопада 1994 року. Введений в експлуатацію 30 березня 1996 року.
Есмінець «Бенфолд» отримав назву на честь героя Корейської війни Едварда К. Бенфолда, який був посмертно нагороджений медаллю Пошани за його героїчні дії під час служби в 1-ї дивізії морської піхоти США.

## Бойова служба
13 вересня 2006 року взяв участь у запланованому розгортанні в складі Expeditionary Strike Group (ESG) десантного корабля USS «Boxer» (LHD-4) для підтримки глобальної війни з тероризмом. Розгортання проходило в зоні відповідальності 5-го і 7-го флоту США.
Під час навчань Stellar Daggers, які закінчились 26 березня 2009 року, есмінець, вперше в історії флота США, здійснив одночасне перехоплення аеродинамічної, і балістичної цілей з використанням ракет SM-2 Block IIIA і модифікованої SM-2 BLK IV. При цьму ракета SM-2 Block IIIA успішно вразила ціль класу «крилата ракета», а SM-2 BLK IV — ціль, яка імітувала балістичну ракету малої дальності на термінальній ділянці траєкторії.
13 жовтня 2015 року прибув до зони відповідальності 7-го флоту США для підтримки безпеки і стабільності в Індо-Азіатсько-Тихоокеанському регіоні. Взяв участь в спільних навчаннях «Annual Exercise 16», які почалися 16 листопада в територіальних водах на півдні Японії. У навчаннях беруть участь ВМС США і морські сили самооборони Японії. Навчання були завершені 25 листопада.
14 серпня 2017 року залишив порт приписки Йокосука для запланованого патрулювання в зоні відповідальності 7-го флоту США. 18 листопада під час навчань в затоці Сагамі (Японія) японський буксир, який втратив керування, зіткнувся з ракетним есмінцем. В результаті зіткнення ніхто не постраждав. Есмінцю було завдано мінімальний шкоди, у нього подряпини на боці.
23 травня 2018 року залишив порт приписки Йокосука для запланованого патрулювання в західній частині Тихого океану.5 червня прибув з шестиденним візитом на військово-морську базу Апра (Гуам), після завершення якого взяв участь в тристоронніх навчаннях «Malabar 2018».